# Telefang
Keitai Denjū Telefang (携帯電獣テレファング?, Keitai Denjū Terefangu, Mostri Cellulari Telefang) è una serie di videogiochi di ruolo sviluppata dalla Smilesoft e pubblicata dalla Natsume.
La serie consiste in quattro titoli. I primi due videogiochi per Game Boy Color sono denominati Power Version (パワーバージョン?, Pawā Bājon) e Speed Version (スピードバージョン?, Supīdo Bājon) e distribuiti in Giappone il 3 novembre 2000. Nell'aprile 2002 sono stati prodotti due sequel della serie per Game Boy Advance, denominati Keitai Denjū Telefang 2 (携帯電獣テレファング２?, Keitai Denjū Terefangu Tsū), anche questi disponibili nelle due versioni Power e Speed.
Sebbene i videogiochi non siano mai arrivati nel mercato occidentale, i Telefang sono diventati noti a causa dei bootleg Pokémon Diamond e Pokémon Jade. In questi titoli sono stati inseriti vari riferimenti al mondo dei Pokémon e create finte copertine con il logo della nota serie di videogiochi, basate su Pokémon Cristallo. Le copertine tuttavia mostravano Denjū non presenti del gioco: nella versione Jade è presente un personaggio del film Princess Mononoke.

## Trama
I primi due titoli della serie sono ambientati nel 2020. Shigeki, il protagonista del videogioco, finisce nel mondo dei Denjū, creature particolari a cui è associato un numero. I Denjū possono essere richiamati mediante speciali telefoni cellulari chiamati D-Shot.
Nei sequel il protagonista è Kyō, un ragazzo che rischia di rimanere bloccato nel mondo dei Denjū a causa dell'avversione da parte dei Diablos nei confronti degli esseri umani.